# NGC 6032
NGC 6032 ist eine Balken-Spiralgalaxie vom Hubble-Typ SBb im Sternbild Herkules am Nordsternhimmel. Sie ist schätzungsweise 196 Millionen Lichtjahre von der Milchstraße entfernt und hat einen Durchmesser von etwa 90.000 Lichtjahren.
Im selben Himmelsareal befinden sich u. a. die Galaxien NGC 6035, NGC 6052, NGC 6060, NGC 6064.
Das Objekt wurde am 9. Juni 1880 von Édouard Stephan entdeckt.